# Karsten Längerich
Karsten Längerich (født 13. maj 1970 ) er en dansk lokalpolitiker. Längerich blev valgt, som borgmester i Allerød Kommune ved kommunalvalget tirsdag d. 21 november 2017, valgt for partiet Venstre.